# مولد أعداد شبه عشوائية
مولد أعداد شبه عشوائية (بالإنجليزية: Pseudorandom number generator)‏ هو خوارزمية تولد متتالية من الأعداد تقترب من خصائص الأعداد العشوائية. هذه المتتالية، في الحقيقة ليست عشوائية لكونها محددة بشكل كامل انطلاقا من البذرة (المجموعة الصغيرة الأصلية) التي عملت عليها الخوارزمية.
مولدات الأعداد شبه العشوائية مركزية في مجموعة من التطبيقات كالمحاكاة (طريقة مونت كارلو مثالا) والألعاب الإلكترونية والتعمية.